# Im Geheimdienst Ihrer Majestät (Roman)
Im Geheimdienst Ihrer Majestät ist der elfte Roman der von Ian Fleming geschriebenen James-Bond-Reihe, dessen englisches Original am 1. April 1963 unter dem Namen On Her Majesty’s Secret Service in England veröffentlicht wurde. Auf Deutsch erschien er zuerst 1964 im Scherz Verlag, und erneut im Jahre 2013 in einer neuen und erstmals vollständigen Übersetzung bei Cross Cult.

## Handlung
Im September 1961 macht der fast 41-jährige James Bond Urlaub in Frankreich und verbringt einige Tage in Royale-les-Eaux, wo er zum Spielen ins Casino Royale geht. Dies macht er seit seinem Auftrag dort jedes Jahr, auch um bei der Gelegenheit das Grab von Vesper Lynd zu besuchen. Seit der Operation Feuerball etwa ein Jahr zuvor hat Bond den Auftrag, die Überreste von SPECTRE und insbesondere dessen Kopf Ernst Stavro Blofeld aufzuspüren. Bisher war diese Suche völlig ergebnislos, und Bond spielt frustriert mit dem Gedanken, seinen Dienst beim MI6 zu quittieren.
An den Spieltischen im Casino fällt ihm eine Frau auf, die eine große Summe Geld verspielt, welches sie gar nicht hat. Die Frau – Comtesse Teresa „Tracy“ di Vincenzo, die Bond auf höchstens 25 Jahre schätze – war ihm bereits während seiner Anreise aufgefallen, wo sie sich auf den gewundenen Straßen entlang der Küste spontan ein Wettrennen geliefert haben, welches Tracy souverän gewonnen hat. Bond begleicht ihre Spielschulden, und die beiden verbringen die Nacht miteinander. Am nächsten Morgen ist sie aber abweisend und schickt ihn weg.
Aufgrund ihrer melancholischen Art und Andeutungen am Abend zuvor macht sich Bond Sorgen, sie könne sich etwas antun, und beschattet sie heimlich. Tatsächlich macht sie am nächsten Abend Anstalten, sich im Meer zu ertränken. Als Bond sie aufhalten will, werden er und Tracy von Ganoven gefangen genommen. Bond wird zu Marc-Ange Draco gebracht, der der Kopf der Union Corse ist, einer mächtigen kriminellen Organisation. Er ist zudem aber auch Tracys Vater.
Draco erklärt Bond, dass Tracy an Depressionen leidet, seit ihr Neugeborenes an einer Hirnhautentzündung gestorben ist. Ihr Ehemann hat sie verlassen. In der Nacht zuvor hat sie Draco einen Abschiedsbrief geschickt, in dem sie auch Bond erwähnt hat. Er bittet Bond, Tracy zu heiraten, in der Hoffnung, dass dadurch ihr Lebenswille zurückkommen könnte. Bond fühlt sich zwar sehr zu Tracy hingezogen, lehnt aber ab, da er eine solche Verantwortung nicht übernehmen will. Er empfiehlt stattdessen, sie solle sich in psychiatrische Behandlung begeben; wenn sich ihr Zustand gebessert hat, treffe er sie gerne wieder.
Die Situation beim Schopfe packend fragt Bond Draco, ob dieser den Aufenthaltsort von Blofeld wisse. Nach einigen Erkundigungen findet dieser schließlich heraus, dass sich Blofeld gegenwärtig in der Schweiz aufhält. Einige Monate später, in denen er weiter mit Tracy per Brief kontakt hält, erhält Bond dann den entscheidenden Hinweis: Das College of Arms, ein Institut, das sich mit Heraldik und Ahnenforschung beschäftigt, wurde von einem Ernst Stavro Blofeld kontaktiert, da dieser der Ansicht ist, Nachfahre einer Adelsfamilie zu sein und Anspruch auf den Adelstitel „Comte Balthazar de Bleuville“ zu haben. Dies würde er sich gerne vom College of Arms bestätigen lassen.
Unter dem Vorwand, Blofeld auf eine genetische Eigenart der fraglichen Adelsfamilie zu überprüfen (sie haben keine Ohrläppchen), stattet Bond Blofeld kurz vor Weihnachten einen Besuch in dessen Anwesen auf dem Schweizer Berg Piz Gloria ab. Dabei hat er die Identität Sir Hilary Bray angenommen, ein Mitarbeiter des College of Arms. Auf Piz Gloria befindet sich sowohl ein Skigebiet als auch ein privates Forschungsinstitut, in dem Blofeld vorgeblich an Heilmitteln für Allergien forscht. Bonds Hauptziel ist es, Blofeld aus der Schweiz in ein NATO-Land zu locken, um ihn dann dort verhaften zu können.
In Blofelds Forschungsinstitut werden zehn junge Frauen wegen diverser Lebensmittel-Allergien behandelt. Sie alle kommen aus Großbritannien oder Irland und haben Familien, die die Lebensmittel, gegen die sie allergisch sind, in großem Stil produzieren. Als Bond die Nacht mit einer der Patientinnen verbringt, lernt er zudem, dass alle Patientinnen im Institut nachts durch Hypnose von ihren (psychosomatischen) Allergien geheilt werden, ihnen aber zusätzlich auch eine starke Motivation eingetrichtert wird, die Produktion ihrer Familienbetriebe zu erhöhen.
Bond trifft sich mehrmals mit Blofeld, der sein Aussehen chirurgisch verändert hat und sich auch die Ohrläppchen entfernen hat lassen. Zunächst läuft für Bond alles nach Plan, aber schließlich wird seine wahre Identität enttarnt, und er muss an Heiligabend überstürzt fliehen. Mit gestohlenen Skiern rast er eine gesperrte Skipiste hinab und entkommt nur knapp seinen Verfolgern und einer Lawine, die durch die Verfolgungsjagd ausgelöst wird. Erschöpft kommt er in dem Dorf am Fuße des Berges an, wo er auf Tracy trifft, der es durch ihre psychiatrische Behandlung in den letzten Monaten deutlich besser geht, und die von ihrem Vater gehört hat, Bond befinde sich in der Gegend.
Da inzwischen Blofelds Männer Bond wiederentdeckt haben, flüchtet er erneut, diesmal zusammen mit Tracy in deren Wagen. Gemeinsam gelingt ihnen schließlich endgültig die Flucht zum Zürcher Flughafen. Dort macht Bond Tracy spontan einen Heiratsantrag, den sie annimmt. Anschließend reist sie für ein paar Tage nach München, um sich dort bedeckt zu halten.
Zurück in London kann das MI6 die Hintergründe zu Blofelds Aktivitäten aufdecken: Dessen Patientinnen soll jeweils ein Mittel mitgegeben werden, dass angeblich die Produktion ihres jeweiligen Lebensmittels erhöhen soll. Tatsächlich ist es aber ein Krankheitserreger oder Schädling, der sich per Lebensmittelmessen schnell auf das gesamte Vereinigte Königreich ausbreiten soll, um die dortige Lebensmittelproduktion einbrechen zu lassen. Tatsächlich grassiert im Vereinigen Königreich bereits eine Geflügelpest, die einen Großteil der heimischen Truthahn-Population dahingerafft hat. Dies wurde offenbar von einer früheren Patientin Blofelds ausgelöst. Um weiteren Schaden zu verhindern, wird in die Wege geleitet, die zehn Frauen sofort abzufangen, sobald sie wieder ins Land zurückkehren.
Bond stürmt unterdessen mit der Hilfe seines zukünftigen Schwiegervaters Draco und Männern von dessen Union Corse das Forschungsinstitut auf Piz Gloria. Ein offizieller Einsatz des MI6 wäre in der Schweiz nicht erlaubt. Das Forschungsinstitut kann vollständig zerstört werden, aber Blofeld gelingt abermals die Flucht.
Bond reist nach München, wo er und Tracy einige Tage später heiraten. Auf der anschließenden Fahrt in die Flitterwochen im Januar 1962, werden sie auf der Autobahn von Blofeld überholt, der auf sie schießt. Tracy wird getroffen und stirbt.

## Ausgaben
Eine deutsche Übersetzung erschien 1964 unter dem Titel 007 James Bond und sein gefährlichster Auftrag im Scherz Verlag. Für die 1966 erschienene Taschenbuchausgabe wurde der Titel geändert zu Im Dienst ihrer Majestät. Im Dezember 2013 erschien eine neue und erstmals ungekürzte Übersetzung im Verlag Cross Cult unter dem Titel Im Geheimdienst Ihrer Majestät als Taschenbuch.

## Verfilmung
Eine Verfilmung des Buchs erschien 1969 unter dem Namen Im Geheimdienst Ihrer Majestät. In diesem Film übernahm George Lazenby zum ersten und einzigen Mal die Hauptrolle des James Bond.